# Institut für Bank- und Finanzgeschichte
Das Institut für Bank- und Finanzgeschichte e. V. (IBF) mit Sitz in Frankfurt am Main ist eine unabhängige Forschungsplattform mit gemeinnützigem Auftrag. Als Zentrum der bank- und finanzhistorischen Forschung engagiert sich der 1969 gegründete Verein für eine im Dialog mit der Praxis betriebene interdisziplinäre Forschung zur Langfristentwicklung der Finanzsysteme und -märkte. Das Institut ist Herausgeber von Einzelstudien zur Finanzgeschichte, einer bank- und finanzhistorischen Schriftenreihe sowie einer Open Access Working Paper Series (IBF Paper Series), die 2017 die Zeitschrift „Bankhistorisches Archiv“ ablöste. Das IBF veranstaltet öffentliche Symposien und wissenschaftliche Kolloquien sowie  Vortragsveranstaltungen, Webinare und Workshops.

## Forschungsschwerpunkt
Die wissenschaftlichen Veröffentlichungen und Veranstaltungen des Instituts gelten den historischen sowie den heutigen Strukturmerkmalen und Funktionsweisen von Finanzmärkten, der Rolle und Bedeutung von Geld-, Kredit- und Kapitalmärkten und ihrer Regulierung, der Geld- und Währungspolitik, der Entwicklung von Finanzinnovationen sowie der Umsetzung nachhaltiger Geschäftsprozesse. Einzelstudien behandeln zudem die Geschichte einzelner Akteure und Finanzinstitute.

## Funktionen und Dienstleistungen
Die Bewahrung des kulturellen Erbes des Finanzsektors unterstützt das IBF durch eine Reihe von Dienstleistungen wie beispielsweise die archivische Beratung von Finanzinstitutionen, die Herausgabe von wissenschaftlich fundierten Unternehmensgeschichten und -festschriften sowie durch bank- und finanzhistorische Recherchen. Es bietet in Workshops für Bankarchivare einen fachbezogenen Gedankenaustausch und eine Plattform für den Dialog zu den Forschungs- und Datenanliegen der Wissenschaft.
Den wissenschaftlichen Nachwuchs unterstützt das IBF über einen jährlich vergebenen Förderpreis für abgeschlossene, unveröffentlichte Forschungsarbeiten (Monografien) zur Finanzgeschichte.

## Bibliothek
Das IBF verfügt über eine umfangreiche Fachbibliothek einschließlich historischer Fachzeitschriften sowie einer Sammlung von rd. 1.350 Festschriften. Der Bestand ist seit 2014 in den Räumlichkeiten des Information Centers des House of Finance der Goethe-Universität Frankfurt zugänglich. Ebenso ist eine umfangreiche Sammlung von historischen Geschäftsberichten deutscher Finanzinstitute vorhanden.

## Geschichte
Das Institut wurde als „Archiv für bankgeschichtliche Forschung. Bankhistorisches Institut“ am 1. Juli 1962 von dem Wirtschaftsjournalisten und Publizisten Erich Achterberg, Mitbegründer der „Zeitschrift für das gesamte Kreditwesen“, als „Archiv für bankgeschichtliche Forschung. Bankhistorisches Institut“ ins Leben gerufen. 1969 wurde es mit Unterstützung der Kreditwirtschaft unter dem Namen „Institut für bankhistorische Forschung e.V.“ in einen gemeinnützigen Verein überführt. Es etablierte sich in den folgenden Jahren als eine alle Sparten der Kreditwirtschaft einbeziehende Forschungseinrichtung.
Seit Frühjahr 2016 in „Institut für Bank- und Finanzgeschichte“ umbenannt, versteht sich das Institut als Plattform und Impulsgeber für eine unabhängige, interdisziplinäre und im engen Dialog mit der Praxis betriebene Bank- und Finanzgeschichte. Mitglieder sind Institute und Verbände des privaten Bankgewerbes, des öffentlichen und des genossenschaftlichen Finanzsektors, finanzieller Dienstleister wie Wirtschaftsprüfungsgesellschaften und Kanzleien, Wissenschaftler und andere interessierte Einzelpersonen. Das IBF ist unter anderem Kooperationspartner der seit 2014 bestehenden Stiftungsgastprofessur Financial History am House of Finance der Goethe-Universität Frankfurt, gestiftet vom Bankhaus Metzler und der Edmond de Rothschild Assetmanagement GmbH bzw. seit 2018 der Friedrich Flick Förderungsstiftung. Mit dem Center for Financial Studies CFS sowie dem Leibniz Institute for Financial Research SAFE (Sustainable Architecture for Finance in Europe) bietet es zudem gemeinsame Veranstaltungsreihen an.